# Agnes Henningsen
Agnes Henningsen, født Andersen, (18. november 1868 – 21. april 1962) var en dansk forfatter, samfundsdebattør og kvindesagsforkæmper.

## Barndom og ungdom
Agnes Henningsen voksede op som den mellemste af tre søstre i en velstående landmandsfamilie, hvor faren forpagtede først Skovsbo og siden Lundsgård på Fyn. I 1874 døde deres livsglade moder, da Agnes var seks år gammel. Faderen giftede sig året efter med børnenes lærerinde, en 18-årig pige, som han fik yderligere fire døtre med, men ægteskabet var ikke lykkeligt. Både børnene og ægtefællerne vantrivedes. Faderen døde fordrukken og forgældet i 1883, og Agnes var ateist resten af sit liv.
Inden hjemmet blev opløst, nåede den 14-årige Agnes at forlove sig med sin yngste farbror, den 24-årige Ferdinand. Familien fik forhindret, at de blev gift, men Ferdinand tilgav aldrig sin niece, og Agnes fik et rygte som en koket og letsindig tøs. Selv sagde hun, at hun fra barnsben havde næret en drøm om at "sidde blandt landets klogeste mænd og være smuk".
De tre søstre blev uddannede fra Antvorskov ved Slagelse, hvor Agnes som følge af sin intelligens blev forstanderindens yndling.

## Ægteskab og forfattervirksomhed
Som 17-årig faldt hun for den teologistuderende Mads Henningsen og friede til ham. Hun kunne forsørge ham ved hjælp af sin mors arv og sørgede for at blive gravid, så de ikke behøvede at vente med at blive gift, til hun var 21, som loven ellers foreskrev. Hun var i syvende måned, da brylluppet stod hos brudgommens forældre i Fredericia. Mads forlod teologien til fordel for et magisterstudium og blev senere lektor ved Ordrup Latin- og Realskole. Parret havde da fået tre børn og var så fattige, at han gik på arbejde i lappede bukser.
Efter at hendes smykker var pantsat, begyndte hun at skrive noveller under pseudonymet Helga Maynert til bladet København, i hvis redaktion hun mødte Carl Ewald, som hun forelskede sig i. Hun holdt skjult for Mads, der selv var hende utro, at Ewald var far til det barn, hun ventede i 1894. Men den nyfødte Poul Henningsen lignede sin biologiske far så meget, at sandheden kom for en dag. I februar 1895 kom Mads hjem fra skole og bad om at låne sin kones store kuffert. Han havde kysset en mindreårig elev, var blevet fyret for uterlighed og ville nu rejse til Amerika uden familien. Parret blev skilt, og Mads blev dansk vicekonsul i New York.
Agnes sad tilbage med skandalen og fire uforsørgede børn. Hun prøvede at komme i gang med en jordemoruddannelse, men måtte opgive på grund af sygdom. I stedet købte hun en damefrisørsalon. I 1899 debuterede hun som forfatter med romanen Glansbilledet, og senere samme år kom endnu en roman. Hun og den lille Poul boede i denne tid hos Ewald og hans kone Betty, som var venlig mod hende, men da Betty ventede et nyt barn, og Ewald undskyldte sig med, at "det er følgen af at elske en kølig pige", blev Agnes Henningsen træt af ham. Hun hjalp til ved Bettys fødsel og flyttede derefter ud. Hendes tre ældste børn havde boet hos Mads' forældre; selv fik hun støtte fra sine to søstre, der begge var godt gift. Hun blev senere gift med cand.jur. Simon Koch.
Agnes Henningsen udgav 12 romaner, flere teaterstykker og sine erindringer i otte bind. Hun var tæt på at opnå den livslange kunstnerydelse fra staten i 1917, med det blev forpurret af modstandere af hendes kontroversielle forfatterskab.
Hun var medlem af Det Danske Akademi fra dets oprettelse i 1960 lige som Karen Blixen.